# Стін Ромер Ларсен
Стін Ромер Ларсен (дан. Steen Rømer Larsen; нар. 24 лютого 1949) — колишній данський футболіст, який грав на позиції нападника.

## Біографія
Він був найкращим бомбардиром чемпіонату Данії з футболу 1969 року, де він був частиною команди, яка виграла чемпіонат. Потім він переїхав за кордон, щоб грати на професійному рівні за ФК «Нант» та «Юніон Сент-Жилуаз» у Франції та Бельгії.
За національну збірну Данії Стін Ромер зіграв вісім матчів і забив чотири голи. Два з них він забив у своєму дебютному матчі проти Норвегії. Крім того, на його рахунку 8 матчів за різні молодіжні збірні.